# Maximilian Beier
Maximilian Beier, född 17 oktober 2002, är en tysk fotbollsspelare som spelar för Borussia Dortmund, och Tysklands landslag.

## Karriär
Beier inledde sin seniorkarriär i TSG Hoffenheim år 2020. 2021 blev han utlånad till Hannover 96. Han har representerat det tyska landslaget på olika juniornivåer. 2024 debuterade han i det tyska A-lagslaget. Han medverkade i EM i fotboll 2024.